# Syndroom van Russell-Silver
Het syndroom van Russell-Silver (RSS) – in Engelstalige landen ook wel Silver-Russell Syndrome (SRS) – is een vorm van primordiale dwerggroei en naar wat wordt aangenomen een genetische aandoening. Het uit zich in een kleine lichaamslengte (zonder inhaalgroei), een normale hoofdomtrek voor de leeftijd, een driehoekig gelaat, een lage oorstand en naar binnen gebogen pinken. Het achterblijven van groei begint al in de baarmoeder.

## Oorsprong
Er bestaan meerdere verschijningsvormen en intensiteiten van kenmerken. Naar schatting wordt 1 op de 50.000/100.000 kinderen met het syndroom geboren. De oorzaak wordt gezocht binnen een afwijking in chromosoom 11, in enkele gevallen in chromosoom 7. Het wordt in verband gebracht met meer dan één genotype. Ouders kunnen zelf niets doen om het te voorkomen.
Het syndroom van  Russell-Silver is vernoemd naar de kinderartsen Alexander Russell (1914-2003) en Henry Silver (1918-1991), die in 1953 en 1954 een groep kinderen beschreven bij wie voor de geboorte problemen ontstonden door het achterblijven van de groei in de baarmoeder.

## Mogelijke kenmerken
- asymmetrie van het lichaam (de grote kant is de normale kant)
- onvoldoende inhaal van de groei in de eerste twee jaar
- aanhoudend laag gewicht voor de lichaamslengte
- gebrek aan eetlust
- weinig spiervolume en lage spierspanning
- een breed voorhoofd
- een groot hoofd vergeleken bij de lichaamslengte
- een kleine kin
- naar beneden gerichte hoeken van de mond en dunne bovenlip
- een hoog gewelfd gehemelte
- kleine dicht op elkaar staande tanden
- lage oorstand
- hoge stem
- naar binnen gedraaide pink
- met elkaar verbonden tweede en derde teentje
- hypospadie
- onderontwikkelde testikels
- kuiltjes aan de achterkant van de schouders en heupen
- smalle, platte voeten
- kromme ruggengraat
- hypoglykemie en milde metabolische acidose (aanwijzingen dat er hypoglykemieën optreden zijn: bovenmatig zweten, humeurigheid die minder wordt door te eten, 's ochtend moeilijk wakker worden, ketonen in de urine)
- oesofageale reflux
- langzame lediging van de maag met als resultaat braken
- constipatie
- late sluiting van de fontanel
- oorinfecties
- afwezigheid van de tweede voorkiezen
- vertraging in de ontwikkeling van de fijne en grove motoriek
- vertraging in de spraakontwikkeling
- nierafwijkingen
- een lagere botleeftijd
- een vroege puberteit
- een tekort aan groeihormoon
- ADD en leerproblemen (wel een normale intelligentie)